# Mutalau

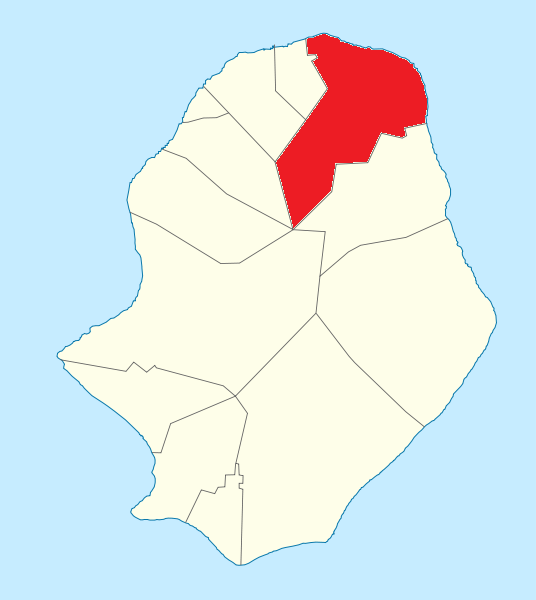
Mutalau elhelyezkedése a kis szigeten

Mutalau egy falu Niue szigetén. A királynő minden születésnapján (mivel Niue Új-Zéland társult állama, ezért a kormányfő Erzsébet királynő) ünnepséget rendeznek Mutalaun.

## Fekvése
Niue északi részén fekszik. A legészakibb falu a szigeten.

## Mezőgazdaság
Niue termelésének 33%-a a falu érdeme.

## Lakosság
2001-ben a lakossága 133 fő volt.